# Largo da Misericórdia (Rio de Janeiro)
O Largo da Misericórdia é um largo situado no bairro do Centro, na Zona Central da cidade do Rio de Janeiro. Integra a Orla Conde, um passeio público que margeia a Baía de Guanabara.
É o largo mais antigo da cidade, tendo sido reinaugurado em 29 de maio de 2016 após ser reurbanizado. A revitalização do largo foi feita no âmbito do Porto Maravilha, uma operação urbana que visa revitalizar a Zona Portuária do Rio de Janeiro.
O largo recebeu seu nome por estar situado no local do antigo bairro da Misericórdia, onde se ergueram as primeiras instituições da cidade, transferidas por Mem de Sá do sopé do Pão de Açúcar para o bairro em 1567. Devido a diversos episódios, como a demolição do Morro do Castelo e a construção do Elevado da Perimetral, o antigo bairro entrou progressivamente em decadência, tornando-se cada vez mais periférico.
Antes da reconstrução do largo, situava-se no local o Terminal Rodoviário da Misericórdia, onde 40 linhas municipais de ônibus tinham ponto final. O terminal foi fechado no dia 23 de novembro de 2014 para receber o novo largo, tendo os pontos finais das linhas sido transferidos para locais próximos ao extinto terminal.

## Pontos de interesse
Os seguintes pontos de interesse situam-se nas redondezas do Largo da Misericórdia:
- Acesso ao Túnel Prefeito Marcello Alencar
- Praça Marechal Âncora
- Museu Histórico Nacional
- Ladeira da Misericórdia
- Tribunal de Justiça do Estado do Rio de Janeiro (TJRJ)